# ماتيو إدوارد
ماتيو إدوارد (بالإسبانية: Mateo Edward)‏ هو منافس ألعاب قوى بنمي، ولد في 1 مايو 1993.

## وصلات خارجية
- ماتيو إدوارد على موقع الاتحاد الدولي لألعاب القوى (الإنجليزية)
- ماتيو إدوارد على موقع اللجنة الأولمبية الدولية (الإنجليزية)
- ماتيو إدوارد على موقع أوليمبيديا (الإنجليزية)